# Luc De Man

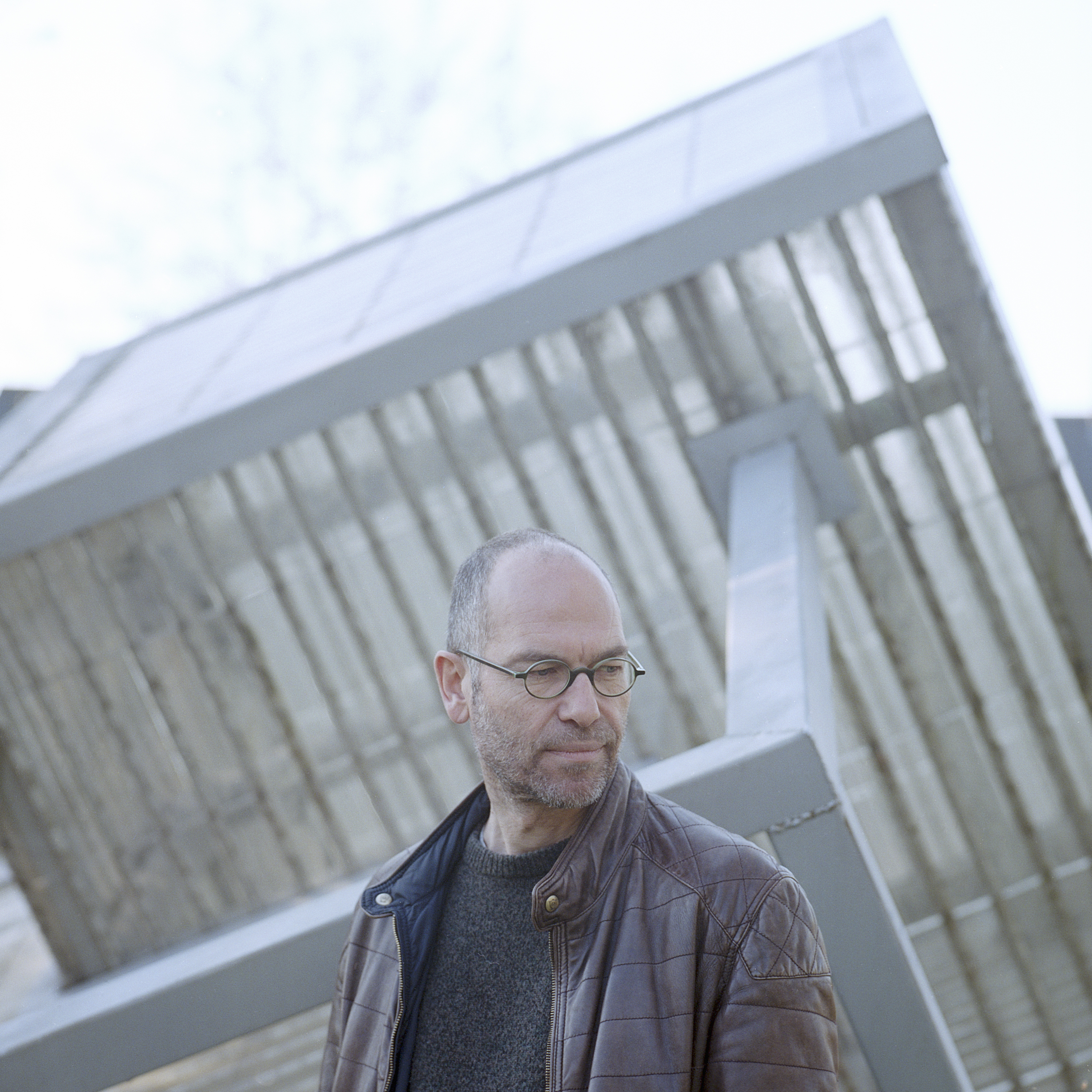
Portret van Luc De Man bij zijn werk Cubes Dendermonde (Foto: Simon Debbaut- L'Ecluse)

Luc De Man (Hamme, 1966) is een Belgische beeldende kunstenaar die zich specialiseerde in de beeldhouwkunst.

## Biografie
De Man is vooral bekend om zijn veelvuldig gebruik van kubussen. Daar kubussen in de natuur weinig voorkomen, kunnen ze volgens hem als merkpunten van menselijke activiteit worden beschouwd.Vanuit dit uitgangspunt gaat de kunstenaar op zoek naar de confrontatie tussen de mens en zijn omgeving.
Roger Raveel gaf een belangrijke stimulans aan het werk van De Man, die atelier houdt in Appels.
Luc De Man studeerde af aan de Koninklijke Academie voor Schone Kunsten Dendermonde en exposeerde onder andere in Gent, Maastricht, New York, Seattle, München, Poznan en Venetië. In 2009 werd in Dendermonde, aan de Brusselse Forten, zijn beeld Cubes onthuld. Sindsdien volgden openbare kunstwerken in Nismes, Couvin, Hamme, Wetteren, Gesves en Walcourt. 

## Openbare kunst
- 2000 Mol, Onderwaterpark voor Schone Kunsten
- 2009 Dendermonde, Brusselse Forten, inhuldiging Cubes
- 2017 Couvin, installatie Parque Watricquet, Action Sculpture
- 2018 Hamme, pleintje Oostkouterstraat, inhuldiging Cubes#90[4]
- 2018 Nismes, Stadspark, Cubes #66[5]
- 2019 Nismes, Stadspark, Cubes #100
- 2020 Wetteren, Scheldedijk, Cubes #106[6]
- 2021 Walcourt, Stadspark, Cubes #129
- 2021 Sorée-Gesves, Sentiers d’Arts, Cubes #131
- 2022 Appels, Scheldedijk, Cubes #130
- 2022 Dendermonde, Spoor 56, Cubes #132
- 2023 Hamme, Scheldedijk, Cubes #136

## Tentoonstellingen
Deze lijst is een greep uit het overzicht van tentoonstellingen
- 2006 Dendermonde, Gevoelige Materie
- 2009 Stadhuis Dendermonde naar aanleiding van permanente installatie ‘Cubes’ – Brusselse Forten
- 2011 Gent, Scultori in Contrasto, Art Track Gallery
- 2012 New York - USA,  New Century Artists
- 2013 Gent, Art Track Gallery, Abstracts & Figures
- 2013 Maastricht - NL, Kunst & Kastelen
- 2014 Seattle - USA, A/N Gallery
- 2015 München - D, Autoren Galerie 1, Bilder, Briefen, Noten LXXXIV
- 2016 Ostrów Wielkopolski, Gallery 33, Gołuchów, Polen
- 2017 Couvin, resident artist Action Sculpture
- 2017 Couvin, Parcours d’Artistes
- 2018 Nismes, Cultureel centrum Action Sud - Salle Expo[7]
- 2018 Philippeville, Action Sculpture[8]
- 2019 Gent, Sint-Baafsabdij
- 2019 Venetië, Palazzo Ca'zanardi
- 2019 Sprimont, Musée de la Pierre[9]
- 2020 Waasmunster, De Koolputten
- 2020 Hamme, Tasibel, Open Monumentendag[10]
- 2020 Aalst, Gallerie Van Caelenberg
- 2021 Walcourt, resident artist en permanente installatie Cubes #129
- 2021 Gesves, resident artist Sentiers d’Arts en permanente installatie Cubes #131
- 2021 Poperinge, Museum De Gheus
- 2021 Florennes, Action Sculpture
- 2022 Watou, De Queeste Art Gallery
- 2022 Kluisbergen, Phoenix Galleries (Beukenhof)
- 2022 Cerfontaine, Action Sculpture
- 2025 Namur, Sculptures dans la Ville [11][12][13]